# Тръстеник (община Свети Никола)
Вижте пояснителната страница за други значения на Тръстеник.
Тръстеник (на македонска литературна норма: Трстеник) e село в североизточната част на Северна Македония, част от община Свети Никола.

## География
Селото е разположено северозападно от град Свети Никола.

## История
В края на XIX век Тръстеник е българско село в Кумановска каза на Османската империя. Според статистиката на Васил Кънчов („Македония. Етнография и статистика“) от 1900 г. Тръстеник е село, населявано от 262 жители българи християни.
Цялото християнско население на селото е под върховенството на Българската екзархия. По данни на секретаря на екзархията Димитър Мишев („La Macédoine et sa Population Chrétienne“) в 1905 година в Тръстеник (Trystenik) има 312 българи екзархисти.
На 13 юли край Тръстеник се сражава успешно с войска четата на войводата Кръстю Лазаров и за отмъщение селото е опожарено и разрушено с артилерия от войската.
При избухването на Балканската война в 1912 година 2 души от Тръстеник са доброволци в Македоно-одринското опълчение. През войната селото е окупирано от сръбски части. На 27 март 1913 година сръбският секретар на общината в Малино Данило Цекич изпраща писмо до поп Никола Иванов в Куманово с образец на молба до сръбския митрополит Викентий Скопски, в която селяните се обявяват за сърби:
| „ | Отче Никола, ти ще подпишеш това писмо, което ти изпращам, и след тебе ще трябва да го подпишат сопотските селяни, както и твоите енориаши: тръстеничани, пиесчани, станевчани, алканичени... За всяко село трябват двадесет подписа... Внимавай, кото тия, които ще подпишат да не избягат. | “ |

След Междусъюзническата война в 1913 година Тръстеник остава в Сърбия.
На етническата си карта от 1927 година Леонард Шулце Йена показва Тръстеник (Trstenik) като българско християнско село.
В 1994 година селото има 52, а в 2002 година – 41 жители, всички северномакедонци.

## Личности
Родени в Тръстеник
- Георги Марков (1881 - 1903), български революционер на ВМОК, четник при Стоян Бъчваров, загинал при сражението с турски аскер в Карбинци[8]
- Георги Арсов Янев (1879 – ?), македоно-одрински опълченец, Трета рота на Втора скопска дружина[9]
- Ефрем Тасев, български революционер, деец на ВМОРО[10]
- Мирчо Атанасов (? – 1911), български революционер
- Мирчо Арсов Петков (1876 - след 1950), български революционер
- Нако Саздов, македоно-одрински опълченец, Първа рота на Девета велешка дружина[11]
- Сандо Арсов, български революционер от ВМОРО, четник на Мише Развигоров[12]